# Doris Zölls
Doris Zölls (* 1954 in Burghausen), mit dem Zen-Namen Myôen, ist eine deutsche evangelische Theologin, Autorin und Zen-Meisterin der Zenlinie Leere Wolke.

## Leben
Doris Zölls absolvierte ihr Studium der evangelischen Theologie in München und arbeitete als Gemeinde-Pfarrerin sowie als Schulpfarrerin. Ab 1986 durchlief sie die Zen- und Koan-Schulungen der Sanbô-Zen-Schule bei Willigis Jäger (Koun-ken Roshi), Kubota Ji’un Roshi und Yamada Ryoun Roshi. Seit dem Jahr 2000 lehrt sie Zen. 2003 wurde ihr von Yamada Ryoun Roshi der Dharma-Name „Myôen-an“ übertragen und sie wurde als Zenlehrerin (Zen-kyôshi) der Sanbô-Zen-Schule eingesetzt. Willigis Jäger übertrug Zölls 2010 das Dharma der Zenlinie „Leere Wolke“. Diese steht in der Überlieferungslinie der Linji-Schule des Bailin-Tempels in Zhaoxian in der chinesischen Provinz Hebei und wird von Zölls gemeinsam mit vier anderen Meistern geleitet.
Ab 2003 war sie in Leitungsfunktion und von 2007 bis 2021 als spiritueller Beirat im Leitungsteam des von Willigis Jäger 2003 ins Leben gerufenen Benediktushofes, einem spirituellen Zentrum in Holzkirchen (Unterfranken), tätig. Sie gibt Kurse und hält Vorträge und Workshops.
Doris Zölls ist verheiratet und hat drei Kinder.

## Schriften (Auswahl)

### Monographien
- Der Mond in der Silberschale: Zen – die Tiefe des Lebens erfahren. Theseus-Verlag, Berlin 2006, ISBN 3-89620-313-4.
- Wie Zen schmeckt. Die Kunst des achtsamen Genießens. Kösel-Verlag, München 2009, ISBN 3-466-36814-6.
- Jederzeit erwachen. Zen mitten im Alltag. Kösel-Verlag, München 2012, ISBN 978-3-466-37047-4.
- Disziplin als Anfang. Der Zen-Weg zur Liebe. Kösel-Verlag, München 2018, ISBN 978-3-466-37199-0.
- Mumonkan: Sich selbst finden in den Weisheiten alter Zen-Koans, Kösel-Verlag, München 2019, ISBN 978-3-466-37236-2.
- Meisterliche Zen-Rezepte. Achtsam kochen, lustvoll genießen. Kösel-Verlag, München 2011, ISBN 978-3-466-37023-8.

### Beiträge in Sammelwerken
- Zen, ein Weg auch für Christen. In: Heike Radeck (Hrsg.), Als Christ Buddhist? Auf der Suche nach der eigenen Spiritualität. Hofgeismarer Protokolle, 339. Akademie Hofgeismar, 2005, ISBN 3-89281-248-9.
- Einem Meister begegnen. In: Peter Lengsfeld (Hrsg.), Mystik – Spiritualität der Zukunft: Erfahrung des Ewigen. Herder-Verlag, Freiburg 2005, ISBN 3-451-28573-8.
- Zen ein Weg auch für Christen. In: Jutta Höcht-Stöhr, Michael Seitlinger (Hrsg.), Wie Zen mein Christsein verändert. Herder-Verlag, Freiburg 2005, ISBN 3-451-05499-X.
- Zen als Impuls für eine neue Kultur der Achtsamkeit. In: Willigis Jäger, Alexander Poraj, Doris Zölls (Hrsg.), Zen im 21. Jahrhundert. Kamphausen Medi, Bielefeld 2009, ISBN 3-89901-197-X.
- Ohne Anfang, ohne Ende – Allumfassendes Bewusstsein Wandel durch Offenheit. In: Rüdiger Porep (Hrsg.), Stirb und Werde. Die Kraft des Neubeginns. advaitaMedia, Saunstorf 2010, ISBN 978-3-936718-20-1, S. 52–62.